# Bleach: Blade Battlers
Bleach: Blade Battlers (ＢＬＥＡＣＨ　～ブレイド・バトラーズ～?) es una serie de videojuegos de lucha 3D basado en el manga y anime Bleach de Tite Kubo para PlayStation 2. La saga está desarrollada por Racjin y diseñada por SCEI, es el tercer juego de la saga Bleach Para PlayStation 2.

## Sistema de juego
En Bleach: Blade Battlers el jugador puede elegir uno de entre los muchos personajes que forman el plantel de Bleach y, como juego de lucha, el objetivo es dañar al adversario y defenderte de este. En los combates pueden participar hasta 4 combatientes. En ellos te puedes mover libremente por el escenario.
El combatiente dispone de tres medidores: medidor de salud, es de color verde e indica la vida del combatiente; medidor de reiatsu, es de color azul e indica la energía para gasta en ciertas técnicas; y medidor de ira, que aumenta con cada golpe que recibe y al llenarse puede desbloquear todo el potencial del personaje durante un corto período, por ejemplo el Bankai de Ichigo o liberación de la zanpakutō de Rukia.
Las técnica gastan reiatsu, que se recarga al recibir y dar golpes. En Bleach: Blade Battlers había una técnica final que gasta toda la barra y que a realizarla hacía un ataque cinematográfico. En Bleach: Blade Battlers 2nd este ataque no está. Pero a diferencia del anterior, al desbloquear todo el potencial, se altera el escenario. Por ejemplo, cuando Hitsugaya realiza el Bankai, el escenario se hiela, interfiriendo en los movimientos rivales. Otra diferencia, es que el Shumpo (para los Shinigamis) no gasta reiatsu.

### Modos de juegos
- Modo historia: Modo que avanza en la historia de Bleach mediante combates visto en el manga y anime. Presente en los dos.

- Modo Battlers: Modo donde nos desplazamos sobre un tablero, donde disputamos combates con condiciones. Se van reclutando combatientes y desbloqueando extras. Solo presente en Bleach: Blade Battlers 2nd.

- Modo libre: Modo donde puedes combatir contra la COM o amigos. Disponible en los dos.

## Juegos

### Bleach: Blade Battlers
Bleach: Blade Battlers (ＢＬＥＡＣＨ　～ブレイド・バトラーズ～?) salió al mercado japonés el 12 de octubre de 2006. Es el primero de la saga. Presentaba un plantel de 23 combatientes. El modo historia abarca la primera vez que Ichigo entra en la Sociedad de Almas para salvar a Rukia.

### Bleach: Blade Battlers 2nd
Bleach: Blade Battlers 2nd (ＢＬＥＡＣＨ　～ブレイド・バトラーズ２ｎｄ～?) salió al mercado japonés el 27 de septiembre de 2007. El segundo de la saga y aumento el plantel a 36 combatientes. El modo historia abarca el primer encuentro con los Arrancar y Visored.

## Personajes
Los personajes de cada entrega se acumulan para la siguiente
| - Byakuya Kuchiki - Gin Ichimaru - Ichigo Kurosaki - Ichigo Kurosaki (Hollow interior) - Ikkaku Madarame - Kaname Tōsen - Kenpachi Zaraki - Kisuke Urahara - Kon - Mayuri Kurotsuchi - Momo Hinamori - Orihime Inoue | - Rangiku Matsumoto - Renji Abarai - Rukia Kuchiki - Sajin Komamura - Suì-Fēng - Sōsuke Aizen - Tōshirō Hitsugaya - Ururu Tsumigiya - Uryū Ishida - Yasutora Sado - Yoruichi Shihōin |
| Bleach: Blade Battlers 2nd | |
| - Grimmjow Jeagerjaques - Hiyori Sarugaki - Iduru Kira - Jūshirō Ukitake - Luppi - Shigekuni Yamamoto-Genryūsai - Shinji Hirako                                                                                      | - Shunsui Kyōraku - Shūhei Hisagi - Ulquiorra Cifer - Yachiru Kusajishi - Yammy - Yumichika Ayasegawa                                                                                |